# Katrin Helwich
Katrin Helwich (* 18. September 1976 in Neustadt am Rübenberge; † 9. Oktober 2021) war eine deutsche Fernsehjournalistin.

## Werdegang
Katrin Helwich studierte Germanistik, Journalistik und Geschichte in Hamburg und Bordeaux und machte während ihres Studiums Praktika u. a. bei der Hannoverschen Allgemeinen Zeitung (Leine-Zeitung), im Europäischen Parlament, in der Redaktion „Damals“ (Cinecentrum) und in der ZDF-Redaktion Gesellschaftspolitik. 
Während des Volontariats lernte sie ihren späteren Ehemann Claudio Armbruster (Autor für Kulturthemen im heute-journal) kennen. Sie arbeitete mit Guido Knopp in der Zeitgeschichte und mit Bettina Schausten in der Innenpolitik. Sie war zeitweise Referentin des Chefredakteurs Nikolaus Brender. 
Sie leitete von 2017 bis zu ihrem plötzlichen Tod am 9. Oktober 2021 das ZDF-Auslandsjournal. Sie hinterließ ihren Mann und zwei Kinder.